# Men Tsee Khang
Men Tsee Khang, in India ook Tibetan Medical and Astrological Institute (TMAI), is een Tibetaans medisch en astrologisch instituut.
Het instituut werd in 1916 opgericht in Lhasa in Tibet. Na de opstand in Tibet werd in 1961 een nieuwe vestiging opgezet in Dharamsala in Noord-India. Sinds de jaren zeventig  zijn er verder nog enkele Tibetaanse medische instituten geopend in onder meer Zwitserland en de Verenigde Staten.
In het instituut worden zowel medicijnen uit de Tibetaanse geneeskunde vervaardigd als ook de opleiding tot heelmeester gegeven, die vijf jaar duurt. 

## Lhasa
Het instituut werd in 1916 door de dertiende dalai lama opgericht in Lhasa. Hetzelfde jaar benoemde hij Khyenrab Norbu tot directeur van het medische college van Chogpori en de Men Tsee Khang. De regering van historisch Tibet financierde de lessen aan de studenten en verstrekte gratis medicijnen aan de armen.
Het instituut kwam voort uit de sluiting van het klooster Tengyeling dat aan de voet van de berg stond en uiteindelijk vernietigd werd als represaille voor de medewerking aan het Chinese leger.
Sinds het vertrek van de veertiende dalai lama en de Tibetaanse regering naar India, werden Tibetaanse medicijnen en de traditionele Tibetaanse geneeskunde een tijd verboden. Een belangrijke arts van het instituut en lijfarts van de dalai lama, Tenzin Chödrag, werd gedurende 22 jaar gevangengezet. Meteen hierna, in 1980, vluchtte hij naar Dharamsala, waar hij opnieuw lijfarts werd van de dalai lama.
Men Tsee Khang in Lhasa overleefde deze periode en het instituut werd erna weer toegestaan Tibetaanse geneeskunde te onderwijzen. De regering van de Tibetaanse Autonome Regio fuseerde het instituut met het medische collega van Chogpori tot een ziekenhuis van Tibetaanse geneeskunde.

## Dharamsala

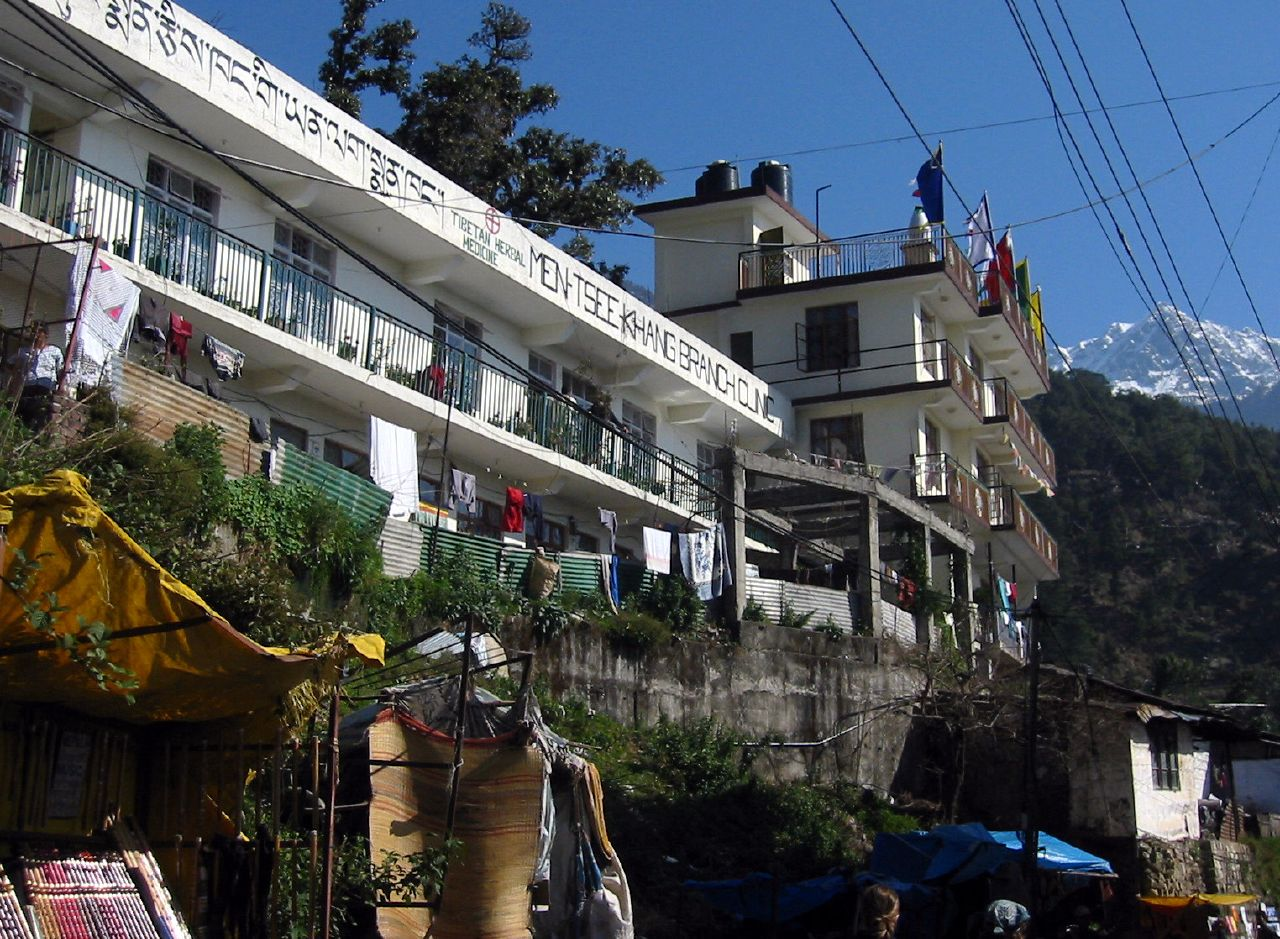
Men Tsee Khang, Dharamsala

Na de opstand in Tibet en de vlucht van de veertiende dalai lama en de Tibetaanse regering naar India, werd in Dharamsala een nieuwe vestiging van de Men Tsee Khang gesticht, vaak aangeduid met de Engelse vertaling: Tibetan Medical and Astrological Institute. De beschermheer van de Men Tsee Khang is de veertiende dalai lama.
Ook hier wordt weer Tibetaanse geneeskunde onderwezen en ontwikkeld. Daarnaast wil het instituut de eeuwenoude kennis uit Lhasa in stand houden. Een basisstudie aan het instituut duurt bij elkaar vijf jaar. De studies zijn gebaseerd op de Ghvü Shi, ofwel de Vier medische tantra's. Daarna moeten studenten twee jaar lang een stage volgen bij een Tibetaanse arts.
Onderzoek is er vooral op het gebied van de behandeling van kanker, reuma en diabetes. Verder is er in het instituut een farmaceutisch centrum gevestigd dat medicijnen produceert op basis van de traditionele farmacopee. Men Tsee Khang stuurt verder 47 medische hulpposten aan verspreid over geheel India.

## Doel
De Men Tsee Khang heeft zich de volgende doelen gesteld.
- bevordering van gSowa-Rigpa, het systeem van de Tibetaanse geneeskunde, Tibetaanse astronomie en Tibetaanse astrologie;
- toegankelijke gezondheidszorg bieden aan mensen ongeacht hun kaste, kleur of geloof;
- gratis of gesubsidieerde gezondheidszorg te bieden aan de armen en behoeftigen, monniken en nonnen, immigranten uit Tibet, en mensen boven de leeftijd van zeventig jaar;
- productie van Tibetaanse medicijnen op een milieuvriendelijke wijze.